# Nasdaq Riga
Nasdaq Riga (Ryska Giełda Papierów Wartościowych) – giełda papierów wartościowych na Łotwie; zlokalizowana w stolicy kraju – Rydze. Powstała w 1993 roku.